# Jimmy Montoya
 Der er for få eller ingen kildehenvisninger i denne artikel, hvilket er et problem. Du kan hjælpe ved at angive troværdige kilder til de påstande, som fremføres i artiklen.

Jimmy Montoya (født 1937) er en mexicansk professionel boksetræner og manager.
Montoya har arbejdet med over 15 verdensmestre. Han er Las Vegas matchmaker for Guilty Boxing og stedfar for Grant Boxing ejer/CEO Grant Elvis Phillips.
Han driver Montoya Los Angeles Boxing Club og var emne for en historie i The Ring Magazine i august i 1983 med titlen "Jimmy Montoya: A Look at an Overlooked Trainer." 
Han har været Mikkel Kesslers personlige træner siden bokserens samarbejde ophørte med den danske træner Richard Olsen efter Kessler tabte sin kamp til Andre Ward i Super Six World Boxing Classic-kampen den 21. november 2009. Han trænede Mikkel til kampen mod Carl Froch i 2010, og har siden været Kessler's faste træner.

## Trænede boksere
- Alexis Arguello
- Salvador Sanchez
- Hector Camacho
- Juan Meza
- Tony Lopez
- Richie Sandoval
- Francisco Espitia
- Cosme Rivera
- Fitz Vanderpool
- Salvador Sanchez II
- Joe Calzaghe
- Mikkel Kessler